# Honvédelmi Tanács
A Honvédelmi Tanács Magyarországon rendkívüli állapotban létrehozandó állami szerv volt. Az Alaptörvény 9. módosítása a kormánynak adta át a feladatát.

## Előzmények
A Honvédelmi Tanácsról a Magyar Köztársaság Alkotmányának 19/B. §-a rendelkezett. Ezek szerint:
- (1) Rendkívüli állapot idején a Honvédelmi Tanács dönt
- a) a Magyar Honvédség országon belüli, vagy külföldi alkalmazásáról, békefenntartásban való részvételéről, külföldi hadműveleti területen végzett humanitárius tevékenységéről, valamint külföldi állomásozásáról,
- b) a külföldi fegyveres erők magyarországi, vagy az ország területéről kiinduló alkalmazásáról, illetve magyarországi állomásozásáról,
- c) a külön törvényben meghatározott rendkívüli intézkedések bevezetéséről.
- (2) A Honvédelmi Tanács elnöke a köztársasági elnök, tagjai: az Országgyűlés elnöke, az Országgyűlésben képviselettel rendelkező pártok képviselőcsoportjainak vezetői, a miniszterelnök, a miniszterek és tanácskozási joggal a Honvéd Vezérkar főnöke.
- (3) A Honvédelmi Tanács gyakorolja:
- a) az Országgyűlés által rá átruházott jogokat,
- b) a köztársasági elnök jogait,
- c) a Kormány jogait.
- (4) A Honvédelmi Tanács rendeletet alkothat, ebben egyes törvények alkalmazását felfüggesztheti, illetőleg törvényi rendelkezésektől eltérhet, továbbá egyéb különleges intézkedéseket hozhat, az Alkotmány alkalmazását azonban nem függesztheti fel.
- (5) A Honvédelmi Tanács rendelete a rendkívüli állapot megszűnésével hatályát veszti, kivéve ha az Országgyűlés a rendelet hatályát meghosszabbítja.

## A hatályos szabályozás Magyarország Alaptörvényében
A rendkívüli állapotra és a szükségállapotra vonatkozó közös szabályok szerint hadiállapot kinyilvánítása vagy idegen hatalom fegyveres támadásának közvetlen veszélye (háborús veszély) esetén az Országgyűlés kihirdeti a rendkívüli állapotot, és Honvédelmi Tanácsot hoz létre.A köztársasági elnök jogosult a hadiállapot kinyilvánítására, a rendkívüli állapot kihirdetésére és a Honvédelmi Tanács létrehozására, valamint a szükségállapot kihirdetésére, ha az Országgyűlés e döntések meghozatalában akadályoztatva van. A feloszlott vagy feloszlatott Országgyűlést rendkívüli állapot idején a Honvédelmi Tanács, szükségállapot idején a köztársasági elnök is összehívhatja.
A rendkívüli állapotról szóló 49. cikk szerint a Honvédelmi Tanács elnöke a köztársasági elnök, tagjai az Országgyűlés elnöke, az országgyűlési képviselőcsoportok vezetői, a miniszterelnök, a miniszterek és - tanácskozási joggal - a Honvéd Vezérkar főnöke. A Honvédelmi Tanács gyakorolja az Országgyűlés által rá átruházott jogokat.
Az Alaptörvény 9. módosítása megszüntette a Honvédelmi Tanácsot, és hatáskörét a kormánynak adta át. A Velencei Bizottság kifogásolta a módosítást.